# Vygoniči
Vygoniči è una cittadina della Russia europea occidentale, situata nella oblast' di Brjansk. È dipendente amministrativamente dal rajon Vygoničskij, del quale è capoluogo amministrativo.
Sorge nella parte centro-orientale della oblast', sulla sponda destra della Desna, 38 chilometri a sudovest di Brjansk.